# Graham Rogers
Graham Rogers (* 17. Dezember 1990 in West Chester, Pennsylvania) ist ein US-amerikanischer Schauspieler.

## Leben
Graham Rogers wuchs mit einer Schwester und drei Brüdern auf. Seine ersten Schauspielerfahrungen machte er 2011 in dem Horrorfilm 1313: Haunted Frat in der Rolle des Brad. Danach hatte er einen Gastauftritt in der Serie Memphis Beat. 2012 war er neben Chris Colfer in der Komödie Vom Blitz getroffen zu sehen. Seinen Durchbruch schaffte er mit der Rolle des Danny Matheson in der NBC-Fernsehserie Revolution, in der er von September 2012 bis März 2013 zu sehen war. Von 2015 bis 2017 spielte er in der Fernsehserie Quantico die Rolle des "Caleb Haas", eines ehemaligen FBI-Agenten.
Er lebt in Los Angeles.

## Filmografie (Auswahl)
- 2011: 1313: Haunted Frat
- 2011: Memphis Beat (Fernsehserie, Episode 2x04)
- 2012: Vom Blitz getroffen (Struck by Lightning)
- 2012–2013: Revolution (Fernsehserie, 11 Episoden)
- 2014: Love & Mercy
- 2015: Careful What You Wish For
- 2015–2017: Quantico (Fernsehserie)
- 2017–2021: Atypical (Fernsehserie)
- 2017–2020: Ray Donovan (Fernsehserie)
- 2023: Girl You Know It’s True
- 2024: High Potential (Fernsehserie, Episode 1x03)
- 2025: Leanne (Fernsehserie, 9 Folgen)